# Graciela Sánchez
Graciela Sánchez Díaz (ur. 14 września 1995) – hiszpańska zapaśniczka walcząca w stylu wolnym. Zajęła ósme miejsce na mistrzostwach Europy w 2022. Brązowa medalistka igrzysk śródziemnomorskich w 2018 i czwarta w 2022. Mistrzyni śródziemnomorska w 2016 roku.